# Limoncello

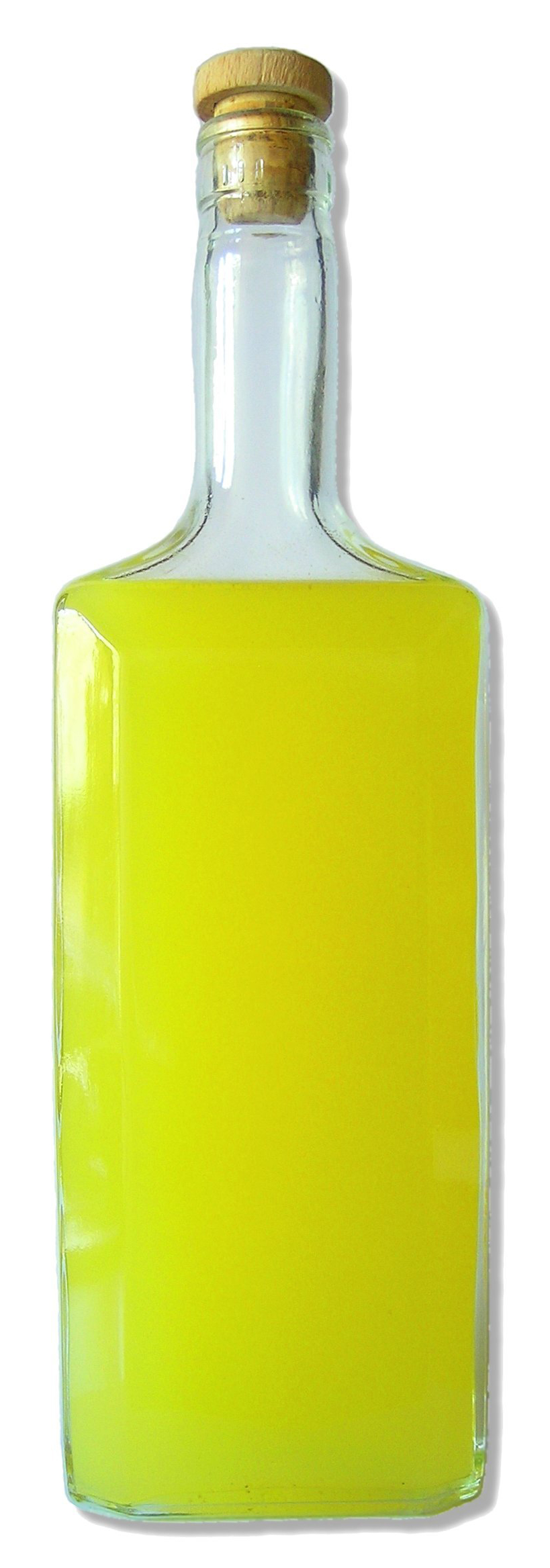
Láhev domácího limoncella

Limoncello je ovocný – citrónový  likér pocházející z oblasti Kampánie a široce rozšířený v kontinentální jižní Itálii a na Sicílii. 
Limoncello se vyrábí z citronové kůry, macerováním v lihu a s příměsí cukru. Na pravé limoncello se používá místní odrůda citronů zvaná limone di Sorrento nebo jí podobné se silnou slupkou, jaké se pěstují i v dalších středomořských zemích.

## Domácí výroba

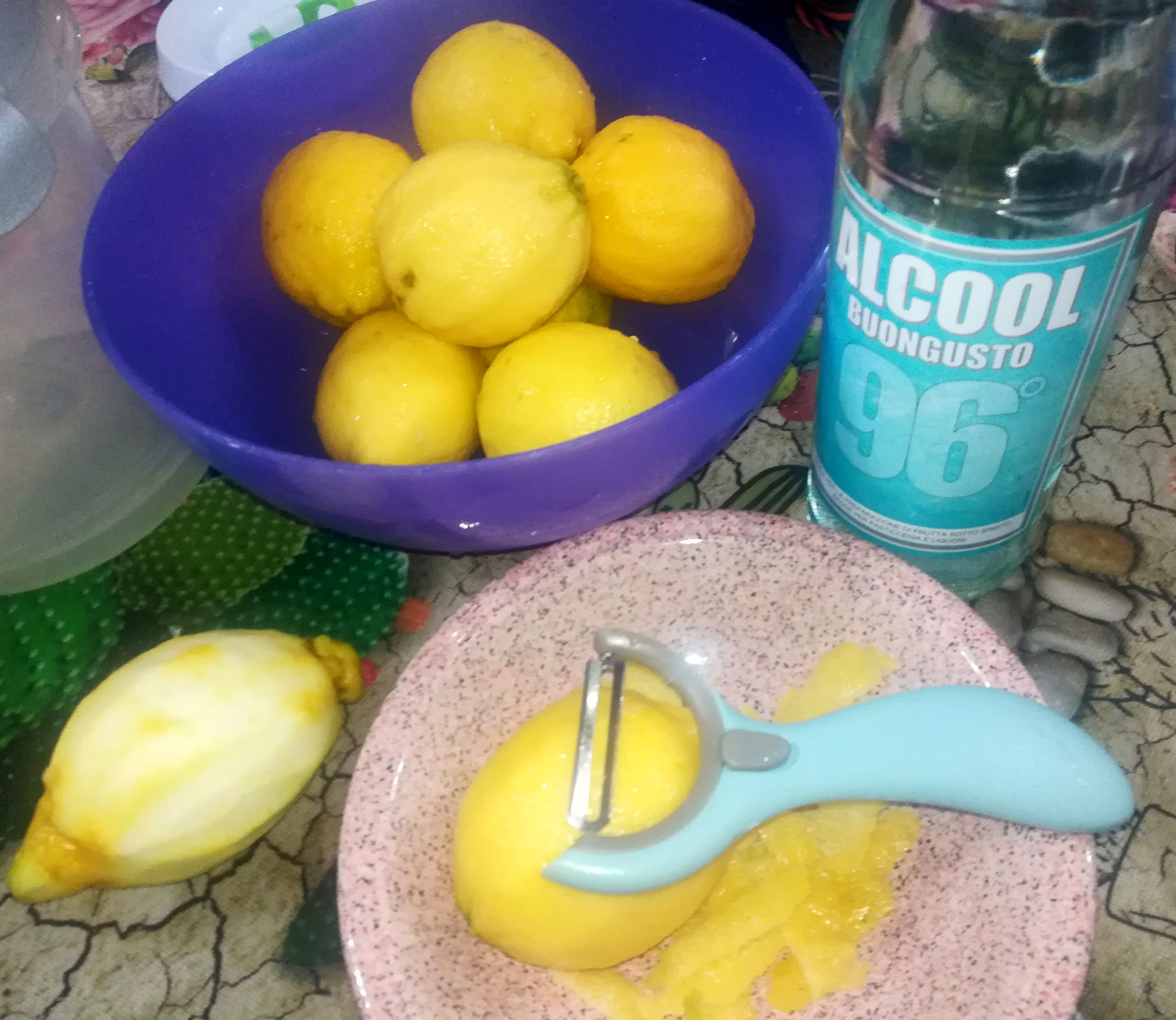
Domácí příprava limoncella

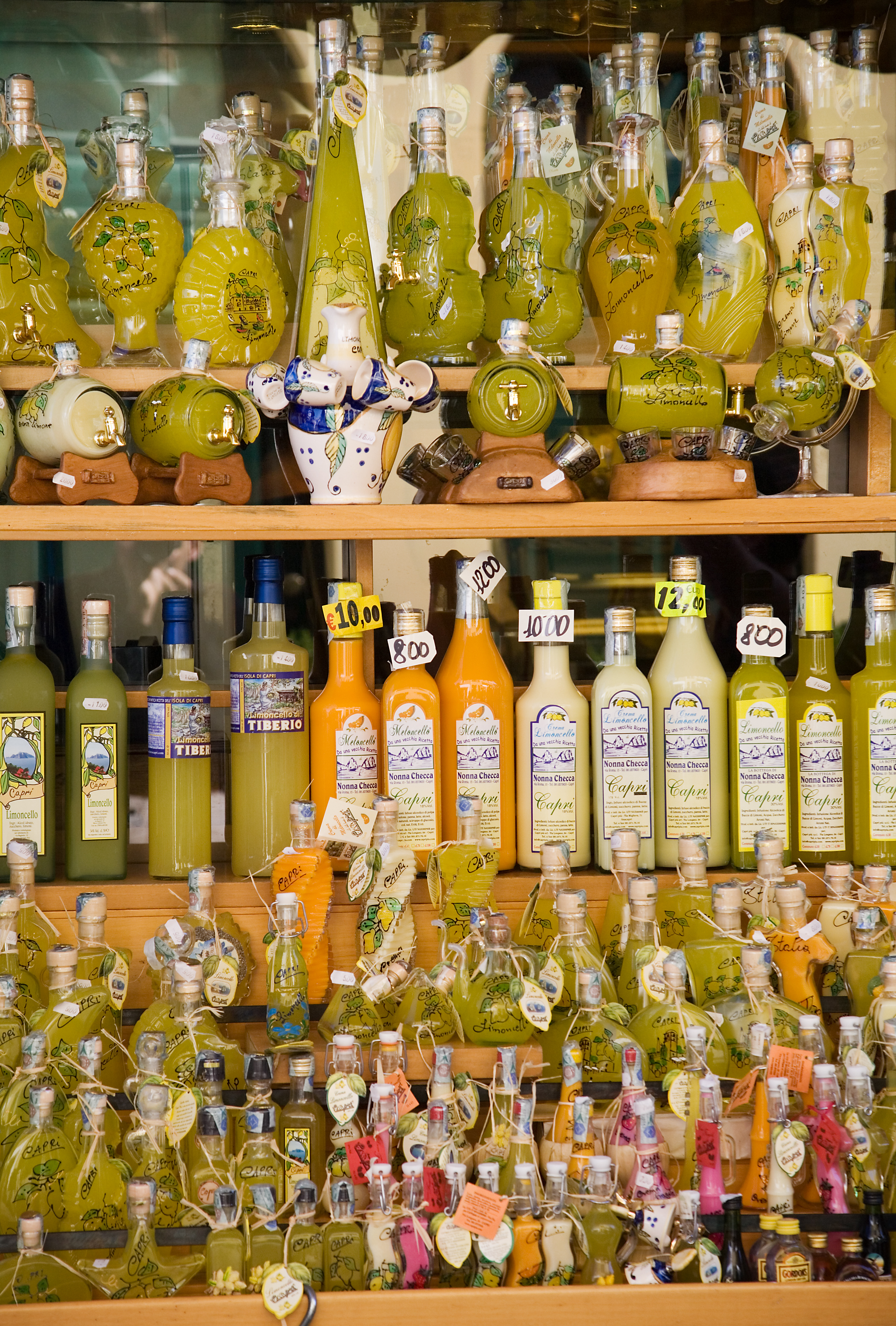
Nabídka limoncella na ostrově Capri

Odedávna byla v Království obojí Sicílie rozšířena také domácí výroba limoncella, která se díky světovému obchodu s citróny v posledních třiceti letech[kdy?] přenesla také do Česka. Zatímco milovníci citronové šťávy tuto odrůdu nemají rádi, protože dužina tvoří jen polovinu hmotnosti plodu, pro likér je silně aromatická kůra nejvhodnější.

### Postup
Kůra se nejprve musí zbavit chemického postřiku (vydrhnout v horké vodě kartáčkem). Pak se loupe škrabkou na brambory v co nejtenčí vrstvě, aby se vyloučila hořká bílá hmota. Kůra se pak vloží do láhve s koncentrovaným lihem, postačí 45 až 60 %, Italové používají líh v co největší koncentraci, až 96 %. Macerování probíhá asi 30 dnů. Pak se kůra vyloví a její malé kousky se dají ještě využít k aromatizaci čaje. Likér se rozředí a osladí roztokem svařeného cukru. Má jasně žlutou barvu a vysokou viskozitu. Podle toho, zda se užije rafinovaný řepný cukr nebo třtinový cukr, může být silně zakalený až krémovitý. Obsah alkoholu by se měl pohybovat mezi 28 až 32 procenty. Podává se dobře vychlazený, převážně jako digestiv, přidává se také do míchaných nápojů.

## Ochranná známka původu
Italské ministerstvo zemědělství udělilo průmyslově vyráběnému limoncellu ochrannou známku původu prodotti agroalimentari tradizionali, také Evropská unie zařadila limoncello do seznamu tradičních výrobků.

## Obchod
Limoncello se plní do lahví nejrůznějších velikostí a tvarů a od poloviny 20. století se stalo oblíbeným turistickým suvenýrem z cest do jižní Itálie.